# Московская правда
«Моско́вская пра́вда» — советская и российская старейшая городская газета, издается с 18 июля 1918 года. С 30 июня 2016 года выпуск газеты был переведён на еженедельный выпуск. В ежедневном формате выходит электронная версия газеты (в том числе и pdf формате). Сайт mospravda.ru существует с 1998 года, причём предыдущие версии сайта можно найти по адресам: old.mospravda.ru и a.mospravda.ru.

## История
Первый номер газеты вышел под названием «Вечерние известия Московского Совета рабочих и красноармейских депутатов».
С 18 марта 1920 года газета стала называться «Коммунистический труд» и стала органом Московского комитета РКП и Московского совета.
7 февраля 1922 года название газеты снова изменено — на «Рабочую Москву», а с 1 марта 1939 года она стала именоваться «Московский большевик».
Наконец, с 19 февраля 1950 года газета стала выходить под нынешним названием — «Московская правда».
«Московская правда» являлась органом Московского городского и областного комитета КПСС, но в 1958 году произошло разделение этого комитета на городской и областной. Соответственно, разделена надвое была и газета «Московская правда». Городская сохранила своё имя, а областную назвали «Ленинское знамя». Редакции обоих изданий остались в доме на Чистых прудах: «Московская правда» — на пятом этаже, «Ленинское знамя» обосновалось на четвёртом.
В 1968 году, в связи с 50-летием со дня своего основания, газета была награждена Орденом Трудового Красного знамени.
В годы перестройки (1986—1988) издание возглавлял Михаил Полторанин.
После Августовского путча 1991 года газета, как и большинство органов КПСС, сменила форму собственности. Новыми владельцами стали журналисты газеты. Возглавил акционерное общество и саму газету (в качестве главного редактора) политический обозреватель «Мосправды» Шод Муладжанов.
30 июня 2016 года вышел последний номер ежедневной бумажной (печатной) версии газеты «Московская правда», после чего выпуск газеты был переведен на еженедельный выпуск. В ежедневном формате выходит электронная версия газеты (в том числе и pdf формате). Сайт mospravda.ru существует с 1998 года, причем предыдущие версии сайта можно найти по адресам: old.mospravda.ru и a.mospravda.ru. «Московская правда» продолжает выходить и на бумаге.
26 сентября 2018 года редакция газеты награждена Почётной грамотой Московской городской думы.

## Тираж
Тираж газеты составлял 61 250 экземпляров. С 2016 года печатная версия стала выходить один раз в неделю.

### Ребрендинг
Начиная с 1992 года газета делает ставку на специализированные приложения, некоторые из которых являются независимыми медиапродуктами, которые «Московская правда» распространяет по базе своих подписчиков.
Как известно, по методике выпуска приложения условно делятся на две категории: либо выпускаются как самостоятельные издания — со своим подписным индексом, либо в качестве т. н. вкладки:

Каждое из них входит в очередной номер газеты. Столичная «Московская правда» в 2003 году выпускала 14 таких приложений-вкладок. Каждое из них предназначалось какой-либо группе читателей. Таким образом подписчик получал 16-полосный номер газеты, половину которого составляли приложения-вкладки. Редакции приходилось при этом решать непростые финансовые проблемы. Ведь для выпуска такого номера требовались немалые дополнительные средства. Одна из этих проблем была связана с определением подписной цены на газету увеличенного объёма. Все эти проблемы были решены с использованием нового маркетингового приема. Подписная цена на газету осталась неизменной: подписчик оплачивал в каждом номере только полосы самой «Московской правды». Все приложения он получал бесплатно. Однако редакция зарабатывала средства для выпуска этих вкладок, сдавая большую их часть в аренду. Так, выпуск приложения «Подмосковье» оплачивала одна из крупных подмосковных фирм, которая самостоятельно или с помощью сотрудников редакции готовила все тексты и иллюстрации, в том числе рекламные материалы. Подготовку приложения «Русский туризм» производили за счёт туристических фирм.

Популярными в конце прошлого века были «Моя газета» и «Ночное рандеву» и ряд других, которые производил Издательский дом «Новый Взгляд». Как отмечала в своё время «Общая газета»:

«Новый Взгляд» выходит в качестве приложения к газете «Московская правда» и не только самоокупаем за счёт рекламы, но и на 50 % поднял число подписчиков последней
— «Общая газета», 3-9 декабря 1993 года, «Евгений Додолев становится политическим эмигрантом?»

#### Официально-городские приложения
- Мегаполис,
- Округ,
- Управа,
- Московское собрание,
- Московская перспектива.

#### Социально-ориентированные приложения
- Квартирный вопрос,
- Столичный криминал,
- Добро,
- Доноры столицы,
- Классная работа,
- Моё поколение

#### Спортивные приложения
- Спорт МП,
- Спортивная столица.

#### Культурно-познавательные приложения
- Зазеркалье,
- Московская старина,
- Понедельник.

#### Молодёжные приложения (Культурный модернизм)
- «Музыкальная правда» (до 1999 года издавалась отдельным тиражом как независимое издание),
- «Новый Взгляд» (с 1992 по 1996 год издавалось и как приложение к ежедневной газете, и отдельным тиражом до полумиллиона экземпляров еженедельно).

### Позиционирование
Самое старое издание Москвы, которое называют зеркалом города.

## Кредо
Из обращения редакции к читателям:

Каждый день в газете читайте обычные городские новости, прогноз погоды, телепрограмму, если что-то не устраивает в ежедневной жизни столицы — обратитесь в «Книгу жалоб», вы не только увидите свою жалобу напечатанной, но и получите официальный ответ на страницах газеты, а зачастую и быстрое решение проблемы. Исполнительная власть, как и прежде, не любит, чтобы её ругали.

Газета регулярно проводит фестивали и праздники для своих читателей.